# WTA Austrian Open 1974
Il WTA Austrian Open 1974 è stato un torneo di tennis giocato sulla terra rossa. È stata la 7ª edizione del torneo, che fa parte dei Tornei di tennis femminili indipendenti nel 1974. Si è giocato a Vienna in Austria, dal 15 al 21 luglio 1974.

## Campionesse

### Singolare
Miroslava Koželuhová ha battuto in finale  Mima Jaušovec con il punteggio di 6–3, 6–0.

### Doppio
Beatrix Klein /  Éva Szabó hanno battuto in finale  Ana Maria Pinto Bravo /  Iris Riedel-Kuhn con il punteggio di 6–1, 6–4.